# 再見女兒
《再見女兒》（英語：Lost Daughter），2016年公視人生劇展，由李天柱、林子君、王琄、謝瓊煖、黃尚禾、程雅晨領銜主演。公視HD台於2016年4月16日播出、公視主頻於2016年4月17日上檔。本片獲得2016年第19屆上海國際電影節亞洲新人獎最佳導演及最佳女主角提名，並在最終獲得最佳導演獎。

## 播出時間

### 首播
| 頻道     | 所在地 | 首播日期       | 播放時間         |
| -------- | ------ | -------------- | ---------------- |
| 公視HD台 | 臺灣   | 2016年4月16日  | 週六21:30－23:00 |
| 公視主頻 | 臺灣   | 2016年4月17日  | 週日22:00－23:30 |
| 華視主頻 | 臺灣   | 2017年12月10日 | 週日22:00－23:45 |

## 故事大綱
一名陸生劉戀在潛水活動中意外身亡，台商父親阿盛回台辦理後事，與台灣的大女兒嘉欣再度重逢。警方判定劉戀是因過量安眠藥引發窒息死亡，認為同住的姊姊嘉欣身為潛水老手，與其一同下水，有故意殺人的嫌疑。劉戀的媽媽來台誓要查明真相。阿盛的台灣前妻也誓要保護嘉欣。一個父親，兩岸的家庭，就此掀起一場關於過往的風暴。

## 演員列表

### 主要演員
| 演員   | 角色   | 介紹 |
| 李天柱 | 劉銘盛 | 52歲的台灣男人，90年代初，他順應時代潮流，離家去大陸做生意，也是那時在北京有了外遇，丟下台灣的妻子和女兒劉嘉欣，和北京的生意夥伴，戀戀媽再婚，生下了小女兒劉戀。 阿盛個性敢闖敢拼，豪爽義氣，人脈廣泛，是一個熟稔社會規則的成功男人。但面對家庭和台灣的大女兒，他卻可能是一個失敗者..... |
| 林子君 | 劉嘉欣 | 25歲的台灣女生，短髮利落，獨立堅強，個性倔強，是個目標明確又執行力強的人。 父母離婚後阿盛去了大陸，母親也再嫁，嘉欣從小就在父親缺席的環境中長大。嘉欣小時候曾經渴望過父親的呵護，但現實的失望使得她不得不堅強起來。所以一直以來，她都非常用功、努力，成績也很優秀，她希望憑藉自己的力量取得成績，不要做個依賴父母的女生，同時也可以漸漸減輕媽媽的負擔，照顧她。但二十年過去，她也揹負了比一般人還巨大的壓力，漸漸讓自己喘不過氣來。 雖然妹妹劉戀的去世讓嘉欣陷入被起訴的危機，但也成為她和父親重新相處的契機。這次重逢，讓嘉欣重拾父女的溫情，也讓她重新面對已經深埋二十年的內心...... |
| 王琄   | 戀戀媽 | 45歲的北京女人，阿盛的妻子，是個盡責任的好女人，但個性強勢，講話直接。因為娘家事業在北京的影響力，在阿盛一開始的大陸事業不順遂時幫了一把，所以對於阿盛的控制視為理所當然。 因為阿盛前妻的關係，她對於台灣一直有本能的排斥，對於阿盛提供給嘉欣的幫助也只能睜一隻眼閉一隻眼，更默許嘉欣住進丈夫在台灣的老公寓裡。後來因為戀戀來到台灣，對嘉欣更是客氣。 戀戀出事之後，她也不再隱忍，將戀戀的死歸咎到嘉欣身上，誓要為自己死去的女兒討個公道...... |
| 謝瓊煖 | 嘉欣媽 | 阿盛前妻，嘉欣的媽媽。在自家開水果店，大半輩子都沒有離開過家鄉。國中畢業後就在手工業廠做女工，也在那時認識阿盛，後因阿盛出軌，一怒之下與阿盛離婚。從此一個人把嘉欣帶大。 她在離婚多年來有過一兩段感情，但都因自己單親媽媽的身分無疾而終了，之後就把全部的精力都給了嘉欣，現在對她來說最重要的事情，就是女兒不要像她一樣，能有個精彩的人生。然而嘉欣長大後不想再活在她的保護傘裡，想自己闖出一片天，她與女兒之間的母女關係，既親密，又疏離。 |
| 黃尚禾 | 陳伯諺 | 25歲的游泳健將，嘉欣的多年好友，也是學弟妹崇拜的游泳隊隊長。他熟悉游泳隊所有的事，因為嘉欣的關係，他把戀戀當作自己的妹妹，當得知戀戀有憂鬱問題的時候，也願意伸出援手，卻意外捲進了姊妹之間的衝突，更成為案件漩渦的中心。 他對於嘉欣和戀戀之間的了解，讓他成為眾人追逐甚至威脅的對象。對伯諺來說，他優秀聰明，前途似錦，他不想為了此事影響自己期待已久的未來，但對嘉欣的感情，又讓他無法對這件事置之不理... |
| 程雅晨 | 劉戀   | 20歲的大陸女生，大一學生，長髮大眼，和姊姊嘉欣長得很像，但個性截然不同，伶俐可愛討人喜歡。戀戀在姊姊的光環下長大，阿盛從小就常常會和她提起優秀的姊姊，出於對姊姊的崇拜和好奇，戀戀執意來台灣唸書。 |

## 製作團隊
- 原創：管萌
- 編劇：陳宇詰
- 導演：陳宇詰
- 副導演：‬陳柏諺
- 場記：李蕙如
- 表演指導：‬黃尚禾
- 製作人：許佳真
- 製片策劃：管萌
- 製片：蔡佳靜
- 現場執行‭：‬楊書嵐
- 支援執行製片‭：劉正陽
- 場景外聯：‬廖浤睿
- 製片助理：張明哲‭、吳昱陞
- 製片組實習：林玥妏、洪韻涵、余志中‭ ‬
- 攝影師：張誌騰
- 攝大助：‬林承漢
- 攝二助：‬廖‭  ‬殷
- 燈光師：王子碩
- 燈光助理：吳靖雙
- 燈光組實習：陳群甯、羅‭‬煒
- 收音師：‬鄭宏澧
- 支援收音師：施鈞耀、‬嚴唯甄、張榮倚
- 收音助理：‬陳緯霖
- 支援收音助理：黃聖文、李柏堯‭、‬李威嶧
- 美術： ‬羅文璟
- 美術執行：蕭名妤
- 美術助理：梁芳瑜
- 造型：‬周乃湞
- 服裝師：‬張凱媛
- 服管：‬陳韶君
- 劇照師：楊朝守
- 側拍師：鄭雅甄
- 配樂：楊哲浩 張宇融
- 協力配樂‭：呂至傑‬ 蕭昱峋 林依霖 錢威良
- 混音：鄭宏澧
- 後期製片：盧純雅
- 剪輯：‬高鳴晟 王瀞巧
- 後期公司：‬610影像工作室
- 調光：李旻薐
- 攝影燈光器材：LensBank‭ ‬鏡頭銀行
- 數位出帶：內容物數位電影
- 製作公司：登峯造極電影製作事業有限公司
- 執行製作公司：理想狀態電影製作有限公司

## 入圍及獲獎
| 入圍及獲獎                                              | 入圍及獲獎         | 入圍及獲獎 | 入圍及獲獎     |
| 獎項                                                    | 類別               | 結果       | 受獎者         |
| ------------------------------------------------------- | ------------------ | ---------- | -------------- |
| 2016年北美青年電影節                                    | 年度影片獎         | 獲獎       |                |
| 2016年第23屆北京大學生電影節原創影片大賽                | 最佳劇情長片       | 獲獎       |                |
| 2016年第19屆上海國際電影節【亞洲新人獎】                | 最佳導演獎         | 獲獎       | 陳宇詰         |
|                                                         | 最佳女主角獎       | 提名       | 林子君         |
| 2016年第21屆釜山國際影展【亞洲電影之窗單元】            | 電影展映           | 入選       |                |
| 2016年華盛頓華語電影節 【劇情長片競賽單元】             | 最佳劇情長片       | 獲獎       |                |
| 2016年第20屆多倫多reelasian國際影展【劇情長片競賽單元】 | 處女作評審團特別獎 | 獲獎       |                |
| 2016年河內國際電影節 【劇情長片展映單元】               | 電影展映           | 入選       |                |
| 2016年第18屆瓜地馬拉ICARO國際影展【劇情長片展映單元】   | 電影展映           | 入選       |                |
| 2016年深圳舉重若輕藝術影展                              | 電影展映           | 入選       |                |
| 2016年廈門-集美雙棲青年映畫季【劇情長片競賽單元】       | 最佳劇情長片       | 提名       |                |
| 2016年第11屆華語青年影像展【劇情長片競賽單元】          | 年度新銳導演       | 提名       | 陳宇詰         |
| 2016年第11屆華語青年影像展【劇情長片競賽單元】          | 年度新銳編劇       | 提名       | 陳宇詰、管萌   |
| 2016年第11屆華語青年影像展【劇情長片競賽單元】          | 年度新銳剪輯師     | 獲獎       | 高鳴晟、王靜巧 |
| 2016年第11屆華語青年影像展【劇情長片競賽單元】          | 年度新銳製片人     | 提名       | 管萌           |
| 2017年第9屆印度班加羅爾亞洲國際影展【劇情長片單元】     | 最佳劇情片獎       | 提名       |                |
| 2017年第23屆法國維蘇亞洲國際影展【劇情長片單元】        | 最佳劇情片獎       | 提名       |                |
| 2017年 INPUT《世界公視大展》                            | 展映               | 提名       |                |
| 2017年第第9屆兩岸電影展【電影展映單元】                 | 電影展映           | 入選       |                |
| 2017年第5屆溫哥華華語電影節【劇情長片單元】             | 最佳處女作獎       | 獲獎       |                |
| 2017年青島華語電影展                                    | 電影展映           | 入選       |                |

### 電視金鐘獎
| 年份 | 獲提名   | 獎項                       | 結果 |
| ---- | -------- | -------------------------- | ---- |
| 2016 | 再見女兒 | 迷你劇集／電視電影獎       | 提名 |
| 2016 | 李天柱   | 迷你劇集／電視電影男主角獎 | 獲獎 |
| 2016 | 王琄     | 迷你劇集／電視電影女配角獎 | 獲獎 |
| 2016 | 謝瓊煖   | 迷你劇集／電視電影女配角獎 | 提名 |
| 2016 | 陳宇詰   | 迷你劇集／電視電影導演獎   | 提名 |
| 2016 | 陳宇詰   | 迷你劇集／電視電影編劇獎   | 提名 |
| 2016 | 鄭宏澧   | 音效獎                     | 提名 |

## 外部連結
- 再見女兒的Facebook專頁

| 公視HD台 週六21:30－23:00   | 公視HD台 週六21:30－23:00    | 公視HD台 週六21:30－23:00 |
| --------------------------- | ---------------------------- | ------------------------- |
|                             | 再見女兒 （2016年4月16日）   |                           |
| 衣櫃裡的貓 （2016年4月9日） | 藥笑24小時 （2016年4月23日） |                           |

| 公視主頻 週日22:00－23:30    | 公視主頻 週日22:00－23:30    | 公視主頻 週日22:00－23:30 |
| ---------------------------- | ---------------------------- | ------------------------- |
|                              | 再見女兒 （2016年4月17日）   |                           |
| 衣櫃裡的貓 （2016年4月10日） | 藥笑24小時 （2016年4月24日） |                           |

| 華視主頻 星期日 22:00 - 23:45  | 華視主頻 星期日 22:00 - 23:45 | 華視主頻 星期日 22:00 - 23:45 |
| ------------------------------ | ----------------------------- | ----------------------------- |
|                                | 再見女兒 （2017年12月10日）   |                               |
| 三朵花純理髮 （2017年12月3日） | 加蓋春光 （2017年12月17日）   |                               |